# 奇奥马·阿戈莫
奇奥马·卡努·阿戈莫（Chioma Kanu Agomo，1951年3月1日—），尼日利亚阿比亚州恩克帕市人，尼日利亚法学家，担任拉各斯大学的教授，专长是合同法、工业法、保险法和性别与法律。

## 生平
1951年3月1日，奇奥马·阿戈莫出生于尼日利亚阿比亚州恩克帕。早年她在奥维姆的卫理公会女子中学（Methodist Girls Secondary School）上学，但1967年至1979年间爆发的尼日利亚内战中断了她的学业。1970年，她前往伦敦，在肯宁顿继续教育学院完成学业，随后去萨里郡的金斯敦继续教育学院深造。1976年和1977年，她在伦敦玛丽王后大学分别获得法学学士和法学硕士学位。1979年，她在尼日利亚法学院读书。1980年，获得律师执照。
1981年，阿戈莫进入拉各斯大学商业和工业法系担任讲师。1994年至1995年，她作为高级富布赖特研究学者在美国深造。1999年，阿戈莫出任拉各斯大学法学教授，并三次担任法律系主任。她还担任国际劳工组织国际培训中心的研究员，并于2006年在都灵再次当选。2004年，阿戈莫教授当选为法学院院长，成为拉各斯大学首位当选的女性院长。2006年，阿戈莫通过富布赖特专家访问计划返回美国。2011年，她获得伦敦玛丽王后大学的荣誉研究员身份。
阿戈莫是尼日利亚国家大学委员会认证小组成员，负责评估乔斯大学和迈杜古里大学的法律课程。她还担任莱贡加纳大学和库马西恩克鲁玛科技大学的认证小组组长。其亦担任尼日利亚法律教育委员会、尼日利亚高级法律研究所管理委员会成员。